# Hermann Schalück
Hermann Schalück OFM (ur. 8 maja 1939 w St. Vit w Rhedzie-Wiedenbrücku, zm. 26 stycznia 2024 w Neuenbeken) – niemiecki franciszkanin, 117. generał franciszkanów (lata 1991–1997), duchowny katolicki.
W latach 1998–2008 o. Schalück był prezydentem Międzynarodowych Katolickich Dzieł Misyjnych w Akwizgranie.

## Życiorys
Hermann Schalück urodził się w rodzinie Wilhelma i Idy z d. Surmann. Do zakonu franciszkańskiego wstąpił 15 kwietnia 1959 rozpoczynając nowicjat, który ukończył 19 kwietnia 1960 roku. Filozofię i teologię studiował w Münsterze i Paderbornie. Uroczyste śluby zakonne złożył 19 kwietnia 1963 roku. Został wyświęcony na kapłana 22 lipca 1965 roku. Doktoryzował się w 1970, broniąc na Uniwersytecie Ludwika i Maksymiliana w Monachium pracy na temat ubóstwa w myśli teologicznej św. Bonawentury. W latach 1970–1974 wykładał teologię dogmatyczną w seminariach zakonnych w Monachium i Münsterze. W latach 1973–1983 był prowincjałem swojej macierzystej prowincji zakonnej (północna i zachodnia Republika Federalna Niemiec), rezydując w Werl. Od 1983 do 1985 pełnił urząd sekretarza generalnego ds. formacji i studiów Zakonu Braci Mniejszych. W 1991 został wybrany ministrem generalnym zakonu. Urząd ten pełnił do 1997, kiedy to został wybrany prezydentem Międzynarodowych Katolickich Dzieł Misyjnych. Między 2001 a 2004 przewodniczył też Niemieckiej Katolickiej Radzie Misyjnej (Deutscher Katholischer Missionsrat).
W dniu 14 stycznia 2010 o. Hermann Schalück został odznaczony przez Jürgena Rüttgersa Orderem Zasługi Nadrenii Północnej-Westfalii.

## Wybrana bibliografia
- Armut und Heil. Eine Untersuchung über den Armutsgedanken in der Theologie Bonaventuras, Paderborn, Schöningh 1971, ISBN 3-506-79414-0
- Die Farben der Mutter Erde. Franziskanische Begegnungen in der einen Welt, Butzon & Bercker 1995, ISBN 3-7666-2036-3
- Stationen der Hoffnung, Don Bosco Verlag 2002, ISBN 3-7698-1351-0, (razem z Artist Batu)
- Lied der Befreiung, Butzon & Bercker 2002, ISBN 3-7666-0503-8
- Was dem Leben dient. Missionarische Spiritualität heute, Butzon & Bercker 2005, ISBN 3-7666-2105-X (razem z Martinem Fuchsem i Katją Heidemanns)